# Brookline
Brookline je město ve Spojených státech amerických. Nachází se v okrese Norfolk County ve státě Massachusetts.
Ve městě žije přibližně 63 tisíc obyvatel a jeho rozloha činí 17,6 km². Město bylo založeno roku 1638. Je součástí metropolitní oblasti Bostonu a panuje zde vlhké kontinentální podnebí.
Sousedními obcemi sídla jsou Boston a Newton.

## Rodáci
- Robert R. Blake (1918–2004) – autor koncepce Grid a metody Synergogy
- Robert Kennedy (1925–1968) – americký politik
- Rosemary Kennedyová (1918–2005) – mladší sestra Johna F. Kennedyho
- Amy Lowellová (1874–1925) – americká spisovatelka
- Eunice Kennedyová Shriverová (1921–2009) – americká filantropka
- Michael Dukakis (* 1933) – americký politik
- Mike Wallace (1918–2012) – americký žurnalista a herec
- Jon Krakauer (* 1954) – americký spisovatel a novinář
- Conan O'Brien (* 1963) – americký televizní moderátor a komik
- Robert Gardner (1925–2014) – americký filmař a antropolog
- John Fitzgerald Kennedy (1917–1963) – americký politik